# Плеве, Игорь Рудольфович
Игорь Рудольфович Плеве (род. 14 июня 1958, Прокопьевск, Кемеровская область) — советский и российский историк; доктор исторических наук, профессор; в 2005—2008 годах — министр образования Саратовской области, в 2008—2018 годах — ректор Саратовского государственного технического университета.

## Биография
В 1980 г. окончил исторический факультет Саратовского государственного университета имени Н. Г. Чернышевского, работал учителем истории в Лысогорском районе, с 1982 г. — в Саратове. С марта 1983 г. — младший научный сотрудник научно-исследовательской археологической лаборатории Саратовского университета.
В 1986 г. окончил аспирантуру Саратовского университета и защитил диссертацию на соискание учёной степени кандидата исторических наук по теме «Деятельность профсоюзов Нижнего Поволжья в восстановительный период, 1921—1925» (специальность 07.00.02 — «История СССР»); с сентября 1986 г. преподавал в Саратовском университете на кафедре истории СССР советского периода (с 1987 г. — старший преподаватель, затем — доцент). В 1993—1995 г. — исполнял обязанности заведующего кафедрой отечественной истории; одновременно в 1988—1992 гг. — заместитель декана исторического факультета Саратовского университета.
В 1995—1999 гг. работал в Саратовском государственном социально-экономическом университете, в 1998 г. окончил докторантуру там же и защитил диссертацию на соискание учёной степени доктора исторических наук по теме «Немецкие колонии на Волге во второй половине XVIII века» (специальность 07.00.02 — «Отечественная история»).
В 1995—2005 гг. — председатель, затем — заместитель председателя Международной ассоциации исследователей истории и культуры российских немцев. Член редколлегии энциклопедии «Немцы России», член-корреспондент научной комиссии по изучению немцев в России и СНГ, академик Общественной академии наук российских немцев.
В 1999—2005 гг. — директор Педагогического института Саратовского государственного университета.
В 2005—2008 гг. — министр образования Саратовской области.
В 2008—2018 — ректор Саратовского государственного технического университета имени Ю. А. Гагарина.

### Уголовное преследование (2018)
27 июня 2018 Фрунзенский районный суд города Саратова временно отстранил И. Плеве от должности ректора СГТУ по ходатайству УФСБ по Саратовской области, которое возбудило против него два уголовных дела. И. о. ректора был назначен директор Института дополнительного и довузовского образования СГТУ Олег Александрович Афонин. Плеве подозревают в превышении служебных полномочий и в растрате с использованием служебного положения (ч. 3 ст. 160 УК РФ).
По версии ФСБ, в 2010 году вуз неправильно распределил 31 квартиру, приобретённую для сотрудников. В ФСБ считают, что жильё предназначалось для молодых учёных, но в итоге его получили сотрудники СГТУ, не имевшие на это права. В профкоме СГТУ объяснили, что в 2010 году, когда проходило распределение квартир, ничего не знали о том, что жильё предназначалось «молодым учёным», и «руководствовались собственными положениями вуза». Как выяснил «Коммерсантъ», СГТУ к этой программе отношения не имел, так как согласно постановлению правительства РФ «О порядке предоставления молодым ученым социальных выплат на приобретение жилых помещений в рамках реализации мероприятий по обеспечению жильём отдельных категорий граждан Федеральной целевой программы „Жилище“ на 2002—2010 годы», эта программа распространялась только на молодых учёных, работавших в учреждениях, относившихся к РАН, Дальневосточным, Сибирским и Уральским отделениями РАН, и РАМН. Кроме того, финансирование выделялось только на строительство жилья, а не на его покупку.
В отношении Игоря Плеве также расследуется уголовное дело по ч. 3 ст. 160 УК РФ (присвоение или растрата с использованием служебного положения). Плеве обвиняют в том, что он выплачивал зарплату документоведу Елене Нечаевой, которая фактически не исполняла свои обязанности, и тем самым нанёс университету ущерб в сумме 125 тыс. рублей.
В марте 2020 года в отношении Игоря Плеве было подписано обвинительное заключение. В мае 2021 года суд приговорил Игоря Плеве лишить свободы. Отбывал наказание в ИК-33 в городе Саратове, освободился в марте 2023 года.

## Научная деятельность
Основные направления исследований — проблемы образования, истории российской цивилизации, историографии, истории России и образования. Под руководством И. Плеве защищены 10 кандидатских и 3 докторские диссертации. Он является автором свыше 50 научных работ, в том числе изданных в Германии, Швейцарии, США и Японии.

### Избранные труды
- Алешина М. В., Зайцев Д. В., Плеве И. Р. и др. Социальная политика современной России : социологический анализ тенденций инклюзии / Под ред. Д. В. Зайцева и В. Н. Ярской. — Саратов: Саратовский государственный технический университет, 2010. — 130 с. — 500 экз. — ISBN 978-5-7433-2234-3.
- Герман А. А., Иларионова Т. С., Плеве И. Р. История немцев России : методические материалы : приложение II к учебному пособию «История немцев России». — М.: МСНК-пресс, 2005. — 238 с. — 3000 экз. — ISBN 5-98355-018-9.
  - . — М.: МСНК-пресс, 2007. — 238 с. — 3000 экз. — ISBN 5-98355-018-9.
- Герман А. А., Иларионова Т. С., Плеве И. Р. История немцев России : учебное пособие. — М.: МСНК-пресс, 2005. — 542 с. — 3000 экз. — ISBN 5-98355-016-0.
  - . — М.: МСНК-пресс, 2007. — 542 с. — 3000 экз. — ISBN 5-98355-016-0.
- Герман А. А., Иларионова Т. С., Плеве И. Р. История немцев России : хрестоматия : приложение к учебному пособию «История немцев России». — М.: МСНК-пресс, 2005. — 414 с. — 3000 экз. — ISBN 5-98355-017-9.
  - . — М.: МСНК-пресс, 2007. — 414 с. — 3000 экз. — ISBN 5-98355-017-9.
- Герман А. А., Плеве И. Р. Немцы Поволжья : Крат. ист. очерк : Учеб. пособие. — Саратов: Изд-во Сарат. ун-та, 2002. — 141 с. — 300 экз. — ISBN 5-292-02779-0.
- Плеве И. Р. Деятельность профсоюзов Нижнего Поволжья в восстановительный период (1921—1925 гг.) : Автореф. дис. … канд. ист. наук. — Саратов, 1986. — 19 с.
- Плеве И. Р. Из истории саратовских профсоюзов 1921-1922 годов. — Саратов: Изд-во Сарат. ун-та, 1985. — 40 с. — 300 экз.
- Плеве И. Р. Немецкие колонии на Волге во второй половине XVIII века. — 2-е изд. — М.: Готика, 2000. — 444 с. — 2000 экз. — ISBN 5-7834-0040-8.
  - . — М.: Международный союз немецкой культуры, 2008. — 399 с. — 1000 экз. — ISBN 978-5-98355-050-6.
- Плеве И. Р. Немецкие колонии на Волге во второй половине XVIII века : Автореф. дис. … д-ра ист. наук. — Саратов, 1998. — 43 с.
- Плеве И. Р. Немецкие колонии на Волге во второй половине XVIII века  : монография. — Саратов: СГТУ, 2011. — 1 электрон. опт. диск (CD-ROM) с. — ISBN 978-5-7433-2398-2.
- Плеве И. Р. Переселение в Поволжье 1764-1767. — Саратов: СГТУ, 2011. — 2 электрон. опт. диска (CD-ROM) с.
- Плеве И. Р. Списки колонистов, прибывших в Россию в 1766 г. : «Рапорты Ивана Кульберга». — Саратов: Саратовский государственный технический университет, 2010. — 519 с. — 999 экз. — ISBN 978-5-7433-2222-0.
- Плеве И. Р., Сытник А. А., Лобачева Г. В. Основные направления стратегии развития государственного образовательного учреждения высшего профессионального образования «Саратовский государственный технический университет» как исследовательского университета на 2009—2013 годы. — Саратов: Саратовский государственный технический университет, 2009. — 30 с. — 300 экз. — ISBN 5-7433-2109-4.
- Плеве И. Р., Яковлев С. А. Отечественная история IX—XXI вв. : учебно-методическое пособие для студентов негуманитарных факультетов. — Саратов: Научная книга, 2006. — 94 с. — 110 экз. — ISBN 5-9758-0276-8.
- Сарепта : [Нем. колония в Царицын. уезде Сарат. губернии] / Сост., авт. предисл. И. Р. Плеве. — Саратов: Изд-во Сарат. ун-та : Междунар. союз нем. культуры, 1995. — 84 с. — (Из истории немцев Поволжья). — 1500 экз. — ISBN 5-292-01904-6.

## Награды
- Почётный работник высшего профессионального образования Российской Федерации.